# Fissistigma
Fissistigma este un gen de plante angiosperme din familia Annonaceae.

## Specii[1]
- Fissistigma acuminatissimum
- Fissistigma africanum
- Fissistigma balansae
- Fissistigma beccarii
- Fissistigma bicolor
- Fissistigma bracteolatum
- Fissistigma brevistipitatum
- Fissistigma bygravei
- Fissistigma carrii
- Fissistigma cavaleriei
- Fissistigma chloroneurum
- Fissistigma chrysosericeum
- Fissistigma cinerascens
- Fissistigma crassicaule
- Fissistigma cupreonitens
- Fissistigma elmeri
- Fissistigma fulgens
- Fissistigma glaucescens
- Fissistigma hypoglaucum
- Fissistigma kinabaluense
- Fissistigma kingii
- Fissistigma kwangsiense
- Fissistigma lanuginosa
- Fissistigma latifolium
- Fissistigma litseaefolium
- Fissistigma longipes
- Fissistigma longipetalum
- Fissistigma maclurei
- Fissistigma manubriatum
- Fissistigma montanum
- Fissistigma multivenium
- Fissistigma oldhamii
- Fissistigma pallens
- Fissistigma paniculatum
- Fissistigma poilanei
- Fissistigma polyanthoides
- Fissistigma polyanthum
- Fissistigma punctulatum
- Fissistigma retusum
- Fissistigma rubiginosum
- Fissistigma rufinerve
- Fissistigma rugosum
- Fissistigma santapaui
- Fissistigma scandens
- Fissistigma shangtzeense
- Fissistigma sphaerocarpum
- Fissistigma sumatrana
- Fissistigma taynguyenense
- Fissistigma thorelii
- Fissistigma tientangense
- Fissistigma tonkinense
- Fissistigma tungfangense
- Fissistigma uonicum
- Fissistigma wallichii
- Fissistigma verrucosum
- Fissistigma villosissimum
- Fissistigma villosum
- Fissistigma xylopetalum